# 擾亂 THE PRINCESS OF SNOW AND BLOOD
《擾亂 THE PRINCESS OF SNOW AND BLOOD》是日本電視台於2021年4月播出的原創電視動畫。

## 故事概要
故事發生在明治64年，德川慶喜依然維持著絕對權力的另一個日本。國家掌握了獨特的能源——「龍脈」，江戶時代與科學相結合，實現了獨特的發展。然而在繁華城市的背後，燃烧着革命的火焰，意圖推翻政權的反體制組織「朽繩」正在蠢蠢欲動。負責消滅他們的是德川政府的闇組織「鵺」。小時候被滅門的雪村咲羽成為了「鵺」的處刑人，一直在尋找著她的復仇對象——蛇埜目。

## 登場人物
雪村咲羽（Yukimura Sawa，聲：三森鈴子）
18歲。表面上是露草古書店的店主，實際上是「鵺」的處刑人，也是具有特殊力量的藍血一族的人類，個性冷漠不善言詞，但仍有對他人體貼的一面，小的時候原本出生在藍血一族的山村內過著幸福的生活，但在某次的恐怖屠村事件後成為唯一的倖存者，被前來探查的葛原仁發現並帶回「鵺」培養成處刑人。
月城真琴（Tsukishiro Makoto，聲：蒼井翔太）
23歲。表面上是舉止溫和的手風琴青年演奏者，實際上是「鵺」的處刑人，同時真正的性別跟咲羽和艾莉娜一樣都是女性。 對「鵺」似乎相當忠心，但實際上暗地與蛇埜目有所勾結，並癡迷於有強烈復仇之心的咲羽。
花風艾莉娜（Hanakaze Erena，聲：Raychell）
24歲。表面上是有名無實的小說家，實際上是「鵺」的處刑人，為了收集情報在妓院臥底當娼婦，「鵺」的出入口就位在她接客的床板下。與咲羽看似不和，但在蛇埜目被消滅後與咲羽把話說開後和解，之後在意外懷孕和葛原仁掩護下，與一名愛慕她的普通男性結婚後退出「鵺」。
中村淺陽（Nakamura Asahi，聲：伊藤彩沙）
7歲。和雪村一起生活，孤獨而純真的小女孩，將咲羽當成自己的親姊姊，並打理露草古書店裡的所有家務，但實際上是咲羽某次暗殺任務對象的女兒，兩人並未有血緣關係，咲羽也由一開始的冷漠到最後將淺陽當成重要的家人對待，而淺陽也希望咲羽脫離「鵺」並過上普通的生活。
在與咲羽隱姓埋名到鄉下生活時遭到真琴的偷襲重創，後來由葛原仁救活，但疑似被葛原仁搶救時輸入藍血一族的血液，在多年後繼承咲羽的力量和花風艾莉娜的女兒踏上旅途。
葛原仁（Kuzuhara Jin，聲：小林親弘）
33歲。「鵺」的管理人，存在的唯一目的就是保護德川慶喜，實際上以前是人體實驗品，為了活命脫逃被德川慶喜所屬的「鵺」抓住，之後被前任管理人認為有潛力的情況下培養成處刑人，但也導致葛原仁內心種下對德川政權的不滿，對自己一手栽培的雪村咲羽帶有相當複雜的情感。

## 製作

### 製作人員
- 導演：工藤進
- 系列構成：根津理香
- 人物設定：小宮山楓乃
- 美術設定：山口順
- 美術導演：
- 色彩設計：赤間三佐子
- 攝影導演：小西庸平
- 編輯：坂本雅紀
- 音響導演：今泉雄一
- 音樂：未知瑠
- 音響製作：Sonilude
- 動畫製作：BAKKEN RECORD
- 製作：日本電視台、Hulu、龍之子製作公司、Bushiroad Move、Bushiroad Music、電通

## 主題曲
片頭曲
EXIST
作词：織田飛鳥（日语：織田あすか），作曲：上松範康，编曲：菊田大介，主唱：RAISE A SUILEN
片尾曲
Embrace of light
作词：織田飛鳥（日语：織田あすか），作曲、编曲：藤田淳平，主唱：RAISE A SUILEN

## 各話列表
| 話數   | 日文標題 | 中文標題                  | 劇本     | 分鏡                    | 演出                    | 作畫監督                                            | 總作畫監督                              | 首播日期      |
| ------ | -------- | ------------------------- | -------- | ----------------------- | ----------------------- | --------------------------------------------------- | --------------------------------------- | ------------- |
| 第1話  |          | 機密事項一〇一 藍色修羅花 | 根津理香 | 工藤進                  | 工藤進                  | 小宮山楓乃、齐藤和也 柴田健兒、岩永遼太、細田萌香   | 小宮山楓乃                              | 2021年 4月7日 |
| 第2話  |          | 機密事項〇三三 金庫看守   | 岡田邦彦 | 曾我準                  | 荻原健                  | 齐藤和也、柴田健兒、森悦史                          | 藤﨑賢二                                | 4月14日       |
| 第3話  |          | 機密事項六一四 害群之馬   | 根津理香 | 松本淳                  | 徐惠真                  | 藤﨑賢二、柴田健兒、岩永遼太                        | 藤﨑賢二                                | 4月21日       |
| 第4話  |          | 機密事項〇九九 朽繩       | 岡田邦彦 | 大倉啓右                | 中邑正                  | オグロアキラ、戶田さやか、林隆洋                    | 小宮山楓乃                              | 4月28日       |
| 第5話  |          | 機密事項六二〇 惟神       | 根津理香 | 曾我準                  | 徐惠真                  | オグロアキラ、近藤圭一、齐藤和也                    | 戶田さやか、林隆祥、柴田健兒            | 5月5日        |
| 第6話  |          | 機密事項六二三 東雲       | 岡田邦彦 | 荻原健                  | 荻原健                  | 近藤圭一、オグロアキラ 林隆洋、遠藤省二             | 藤﨑賢二                                | 5月12日       |
| 第7話  |          | 機密事項六三七 玉響之春   | 根津理香 | 近藤圭一、曾我準        | 中邑正                  | オグロアキラ、榎本花子 岩永遼太、林隆祥、細田萌香   | 小宮山楓乃、柴田健兒、大前祐美子        | 5月19日       |
| 第8話  |          | 機密事項六四二 逢魔之時   | 根津理香 | 松林唯人                | 松林唯人                | 川邊俊介、細田萌香 齐藤和也、岩永遼太、林隆祥       | 小宮山楓乃、柴田健兒、林隆祥            | 5月26日       |
| 第9話  |          | 機密事項六六八 魑魅之愛   | 岡田邦彦 | 荻原健                  | 荻原健                  | 川邊俊介、オグロアキラ 榎本花子、林隆祥             | 藤崎賢二                                | 6月2日        |
| 第10話 |          | 機密事項〇八九 大屬星     | 根津理香 | オグロアキラ            | 中邑正                  | オグロアキラ、柴田健兒 林隆祥、岩永遼太             | 大前祐美子、林隆祥 柴田健兒、小宮山楓乃 | 6月9日        |
| 第11話 |          | 機密事項七〇一 過去與未來 | 岡田邦彦 | 荻原健                  | 工藤進 岡戶智凱、徐恵眞 | オグロアキラ、神戶洋行 榎本花子、Studio BUS         | 藤崎賢二                                | 6月16日       |
| 第12話 |          | 機密事項七〇七            | 根津理香 | 坂本龍典 曾我準、工藤進 | 工藤進                  | 藤﨑賢二、川邊雄介 佐佐木里花、服部憲知、坪田慎太郎 | 小宮山楓乃                              | 6月23日       |

## 播放平台
| 播放日期        | 播放時間                        | 播放電視台       | 播放地區   | 備註                                       |
| --------------- | ------------------------------- | ---------------- | ---------- | ------------------------------------------ |
| 2021年4月7日－  | 星期三 1:29－1:59（星期二深夜） | 日本電視台       | 關東廣域區 | 製作局 / 「AnichU」第1部、第一话：1:34播放 |
| 2021年4月8日－  | 星期四 0:00－0:30（星期三深夜） | BS日本           | 日本全域   | BS數位廣播 / 「アニメにむちゅ〜」          |
| 2021年4月14日－ | 星期三 0:30－1:00（星期二深夜） | 日本Nittele Plus | 日本全域   | CS數位廣播                                 |

| 日本電視台 AnichU・第1部                                | 日本電視台 AnichU・第1部                               | 日本電視台 AnichU・第1部 |
| ------------------------------------------------------- | ------------------------------------------------------ | ------------------------ |
|                                                         | 擾亂 THE PRINCESS OF SNOW AND BLOOD （2021年4月7日－） |                          |
| 奇蛋物語 Wonder Egg Priority （2021年1月13日－3月31日） | HUNTER×HUNTER 第二作（重播）                           |                          |

## 藍光
| 卷                            | 發售日期      | 收錄話數      | 規格編號   |
| ----------------------------- | ------------- | ------------- | ---------- |
| 第一巻 〜愛と悲しみの山河編〜 | 2021年6月23日 | 第1話－第4話  | BRXM-10001 |
| 第二巻 〜雪未だ降りやまず編〜 | 2021年7月21日 | 第5話－第8話  | BRXM-10002 |
| 第三巻 〜維新回天編〜         | 2021年8月25日 | 第9話－第12話 | BRXM-10003 |

## 舞台劇
預定於2021年秋季在東京都明治座上演。

## 漫画
漫画版在《BookLive!》上发行。

## 外部連結
- 官方网站（日語）
- 擾亂 THE PRINCESS OF SNOW AND BLOOD的X（前Twitter）（日語）
- YouTube上的擾亂 THE PRINCESS OF SNOW AND BLOOD頻道（日語）